# Бомон (Горња Лоара)
Бомон (фр. Beaumont) је насељено место у Француској у региону Оверња, у департману Горња Лоара.
По подацима из 2011. године у општини је живело 267 становника, а густина насељености је износила 22,19 становника/km².

## Демографија
| 1962. | 1968. | 1975. | 1982. | 1990. | 2011. |
| ----- | ----- | ----- | ----- | ----- | ----- |
| 248   | 188   | 172   | 254   | 231   | 267   |